# Масса человека
Термины масса человека и вес человека обычно используются как взаимозаменяемые, хотя, строго говоря, масса и вес — величины разные. На практике исторически более устоялось выражение «вес человека», хотя под ним обычно понимается именно масса человеческого тела. Метрологические организации призывают использовать термин «масса» во всех случаях, когда речь идёт именно о массе.
В идеале, массу человека следует измерять без какой-либо одежды на нём. Но на практике взвешивание обычно происходит в лёгкой одежде, однако без обуви и увесистых аксессуаров наподобие мобильного телефона и бумажника. Избыточная или недостаточная масса тела считается индикатором проблем со здоровьем.
Средняя масса человека различна в разных странах. Мужчины в среднем весят больше женщин.

## Изменения массы человеческого тела
Масса человека колеблется в течение дня, в основном по причине изменения в теле количества жидкости. Масса тела изменяется вследствие принятия пищи, питья, мочеиспускания и физических упражнений. Участники профессиональных соревнований порой умышленно обезвоживают свои тела, чтобы войти в более лёгкую весовую категорию — такую практику называют сгонкой веса.
Кроме небольших колебаний в течение дня наблюдается изменение массы тела с возрастом. Это происходит вследствие замедления с возрастом метаболических процессов и распада мышечных структур. Поэтому некоторые формулы для подсчёта идеальной массы также включают в себя возраст.

## Индекс массы тела
Индекс массы тела разработан для определения опасных состояний отклонения массы тела от нормы, вследствие чего значительно повышается вероятность наступления проблем со здоровьем. Его концепция разработана в 1835 году бельгийским статистом Адольфом Кетле. Формула для рассчёта ИМТ также известна как формула Кетле.
ИМТ = масса / рост_в_м2
В общем случае ИМТ следует быть в диапазоне от 18,5 до 25, хотя в некоторых случаях требуется внесение дополнительных коэффициентов и индивидуальный подход к оценке результатов (к примеру, очень низкий или высокий рост, интенсивные занятия некоторыми видами спорта).

## Идеальная масса тела
Для оценки массы тела, которую следует считать идеальной для человека данного роста, комплекции и возраста, выведены различные формулы. Также, как и с ИМТ, здесь требуется индивидуальный подход при случаях, заметно отклоняющихся от среднестатистических. Для разных формул имеются свои ограничения, они выведены из различных данных и применяются для различных целей.
Нижеприведённые формулы применимы только для взрослых. Рост везде указан в см. ИМТ — идеальная масса тела в кг.

### Формула Девина (Devine)
Наиболее широко используемая формула. Разработана в 1974 г. доктором Беном Девином (Ben J. Devine) в 1974 году для оценки клиренса у пациентов с ожирением. Формула была выведена из анализа страховых данных, в которых обнаружилась статистическая связь смертности от пропорции роста и его массы, но впоследсвие стала использоваться для рассчёта идеальной массы тела.
- для мужчин: ИМТ = 50 + 2,3 * (рост / 2,54 − 60)
- для женщин: ИМТ = 45,5 + 2,3 * (рост / 2,54 − 60)

### Формула Робинсона (Robinson)
Разработана в 1983 г с целью усовершенствовать формулу Девина.
- для мужчин: ИМТ = 52 + 1,9 * (рост / 2,54 − 60)
- для женщин: ИМТ = 49 + 1,7 * (рост / 2,54 − 60)

### Формула Миллера (Miller)
Разработана в 1983 г с целью усовершенствовать формулу Девина.
- для мужчин: ИМТ = 56,2 + 1,41 * (рост / 2,54 − 60)
- для женщин: ИМТ = 53,1 + 1,36 * (рост / 2,54 − 60)

### Формула Хамви (Hamwi)
Разработана в 1964 г.
- для мужчин: ИМТ = 48 + 2,7 * (рост / 2,54 − 60)
- для женщин: ИМТ = 45,5 + 2,2 * (рост / 2,54 − 60)

### Формула Лоренца
Разработана в 1929 году.
- для мужчин: ИМТ = рост − 100 − (рост − 150) / 4
- для женщин: ИМТ = рост − 100 − (рост − 150) / 2

### Индекс Брока
В своём наиболее простом виде закономерность была сформулирована ещё в 1871 году, но давала актуальные результаты только для среднестатистических людей. Позднее появилось несколько модификаций, позволяющих расширить диапазон её применения.
Так, согласно индексу Брока-Бругша с учетом комплекции
- при росте менее 165 см: ИМТ = (рост − 100) * К
- при росте 165—175 см: ИМТ = (рост − 105) * К
- при росте более 175 см: ИМТ = (рост − 110) * К

где К — коэффициент телосложения, равный
- 0.9 для людей астенического типа телосложения
- 1.0 для людей нормостенического типа
- 1.1 для людей гиперстенического типа

### Формула Креффа
Формула Креффа является разновидностью индекса Брока-Бругша с учётом телосложения и возраста:
ИМТ = (рост − 100 + возраст / 10) * 0,9 * К
где К — коэффициент телосложения

### По версии «Metropolitan Life»
Формула страховой компании «Metropolitan Life» основана на статистических данных 1943—1983 годов и предназначена для людей от 25 до 59 лет. Она подсчитывает массу человека, при котором у него среднестатистически наименьшие риски для здоровья.
ИМТ = 50 + 0.75 * (рост − 150) + (возраст − 20) / 4
Эти и другие формулы могут дать серьёзный разброс по своим рекомендациям. Саму концепцию идеальной массы тела нельзя считать совершенной, поскольку она не позволяет различить, происходит масса от жира или от мышц. Так, оценка весово-ростовой пропорции некоторых спортсменов может показать, что они имеют избыточную массу, в то время как на самом деле они здоровы и находятся в прекрасной спортивной форме.
Для серьёзного анализа стоит использовать медицинские технологии. Простые грубые данные можно получить с помощью биоимпедансного анализа. Погрешность измерения метода составляет 8–9 %. В наиболее простой форме такой анализ можно провести даже в домашних условиях с помощью весов-анализаторов (так называемых «умных весов»).
Более точные и разносторонние результаты предоставляет технология двухэнергетической рентгеновской абсорбциометрии (DEXA), позволяющая точно измерить различные характеристики строения организма, в том числи процентное соотношение жира, мышц и костей.

## Использование

### Спорт
Участники некоторых спортивных соревнований, таких как бокс, смешанные боевые искусства, борьба, дзюдо, самбо, академическая гребля, тяжёлая атлетика, пауэрлифтинг разбиваются на группы в соответствии с их весом. К примеру, смотреть весовые категории в борьбе, весовые категории в боксе.

### Медицина
Масса тела измеряется для многих медицинских целей. К примеру, для определения оптимальной дозы лекарственного препарата и определения вероятности пациентов с повышенной масса тела заполучить какое-то заболевание.